# Куп Мађарске у фудбалу 1972/73.
Куп Мађарске у фудбалу 1972/73. (мађ. 1972–1973-as magyar labdarúgókupa) је било 33. издање серије, на којој је екипа ФК Вашаша тријумфовала по 2. пут.
У овом издању Купа је стартовало 1066 клубова. Тимови НБ I су се прикључили у 2. колу купа. Финале купа је одржано 1. маја 1973. године где је ФК Вашаш поново освојио трофеј после 18 година. Победник је добио нови пехар пошто је стари био украден.

## Четвртфинале[2]
| Тим #1           | Резултат | Тим #2       |
| ---------------- | -------- | ------------ |
| 1973.            |          |              |
| ФК Хонвед        | 2 : 3    | ФК Татабања  |
| 1973.            |          |              |
| Спартакус        | 2 : 3    | ФК Вашаш     |
| 1973.            |          |              |
| ФК Казинцбарцика | 0 : 2    | ФК Видеотон  |
| 1973.            |          |              |
| ФК Солнок МАВ    | 0 : 0    | Ђер Раба ЕТО |

## Полуфинале
| Тим #1        | Резултат                        | Тим #2      |
| ------------- | ------------------------------- | ----------- |
| 1973.         |                                 |             |
| ФК Солнок МАВ | 0 : 1                           | ФК Вашаш    |
| 1973.         |                                 |             |
| ФК Хонвед     | 1 : 1, 1 : 1, (п.с.н) 3 : 0 пен | ФК Видеотон |

## Финале[3]
| ФК Вашаш                                    | 4 : 3 (п. с. н.) | Хонвед Будимпешта                    |
| ------------------------------------------- | ---------------- | ------------------------------------ |
| Бела Варади 7’, 40’, 98’ · Ференц Ковач 77’ | Извештај         | Јожеф Пал 14’ · Михаљ Козма 55’, 83’ |